# 福野町
福野町（ふくのまち）は、かつて富山県東礪波郡にあった町。2004年（平成16年）11月1日に福野町を含む8自治体が合併して南砺市が発足し、福野町は廃止された。

## 地理
砺波平野の南部に位置しており、町の西部は丘陵地となっていた。
- 河川：小矢部川、山田川、大井川、旅川

### 隣接していた自治体
- 小矢部市
- 砺波市
- 東礪波郡 井波町、井口村
- 西礪波郡 福光町

## 歴史

### 沿革
- 11世紀頃 - 石黒荘が設立され、福野西部には石黒中郷が、福野北部には石黒下郷が、福野南部には院林郷が、それぞれ位置していたと推定される。
- 1221年（承久3年） - 承久の乱によって石黒下郷地頭の石黒浄覚が没落し、代わりに波多野時光が石黒下郷に入る。以後、福野北部一帯は「野尻地域」として知られるようになる。
- 14世紀前半 - 院林・太海両郷地頭の院林了法が本領安堵のため転戦するも、争論に敗れ没落する。
- 1650年（慶安3年） - 阿曽三右衛門により福野町の町立てがなされる。
- 1889年（明治22年）4月1日 - 町村制の施行により、礪波郡福野町、南野尻村、広塚村、野尻村、高瀬村、東石黒村及び西野尻村が発足する。当時の福野町の面積は1.06 km2[2]。
- 1896年（明治29年）4月1日 -郡制の施行のため、礪波郡が分割して、西礪波郡及び東礪波郡が発足により、東石黒村及び西野尻村は、西礪波郡に所属となる。福野町、南野尻村、広塚村、野尻村及び高瀬村は、東礪波郡に所属となる。
- 1941年（昭和16年）4月1日 - 東礪波郡南野尻村、広塚村及び野尻村が東礪波郡福野町に編入する。
- 1954年（昭和29年）7月20日 - 東礪波郡福野町及び西礪波郡東石黒村が合併して、東礪波郡福野町が発足する。
- 1957年（昭和32年）8月1日 - 西礪波郡西野尻村の区域の一部を編入する（区域の残部は西礪波郡砺中町（後に小矢部市）及び福光町が編入する。）。
- 1959年（昭和34年）1月1日  - 東礪波郡高瀬村の区域の一部を編入する（区域の残部は東礪波郡井波町が編入する。）。
- 1961年（昭和36年）4月1日  - 東礪波郡福野町及び井波町の区域の境界を変更して、東礪波郡井波町の区域の一部を編入する。
- 2004年（平成16年）11月1日 西礪波郡福光町、東礪波郡福野町、井波町、城端町、平村、上平村、利賀村及び井口村が合併して、南砺市が発足する[1]。

## 行政

### 歴代町長
| 代 | 氏名               | 就任           | 退任           | 備考     |
| -- | ------------------ | -------------- | -------------- | -------- |
| 1  | 山田正景           | 1889年6月14日  | 1891年2月27日  |          |
| 2  | 桂井他八郎         | 1891年5月7日   | 1893年6月12日  |          |
| 3  | 山田七彦           | 1893年7月6日   | 1898年6月4日   |          |
| 4  | 山田清六           | 1898年6月29日  | 1901年4月15日  |          |
| 5  | 片岸友吉（片岸弘） | 1901年8月17日  | 1915年4月16日  |          |
| -  | 大薮藤兵衛         | 1915年6月21日  | 1915年10月5日  | 臨時代理 |
| 6  | 川島八十二         | 1915年10月6日  | 1916年4月7日   |          |
| -  | 吉川直矩           | 1916年4月8日   | 1916年4月27日  | 臨時代理 |
| 7  | 古瀬正勝           | 1917年6月6日   | 1918年5月22日  |          |
| 8  | 傍田弥三郎         | 1918年7月6日   | 1922年2月21日  |          |
| 9  | 広島松太郎         | 1923年2月9日   | 1924年1月23日  |          |
| 10 | 安永六之丞         | 1925年7月6日   | 1930年5月31日  |          |
| 11 | 篠塚六郎           | 1930年12月3日  | 1933年9月7日   |          |
| 12 | 安永六之丞         | 1933年12月15日 | 1935年2月23日  |          |
| 13 | 有川哲四郎         | 1936年1月23日  | 1937年3月25日  |          |
| 14 | 柴田巍             | 1937年6月13日  | 1941年3月31日  |          |
| -  | 柴田巍             | 1941年4月1日   | 1941年7月8日   | 臨時代理 |
| 15 | 田中清文           | 1941年7月9日   | 1941年12月16日 |          |
| 16 | 山田正年           | 1942年3月29日  | 1946年11月26日 |          |
| 17 | 有川哲四郎         | 1947年4月10日  | 1948年10月15日 |          |
| 18 | 小西文二           | 1948年11月21日 | 1952年9月12日  |          |
| 19 | 山田秀穂           | 1952年10月5日  | 1954年7月19日  |          |
| -  | 山田秀穂           | 1954年7月20日  | 1954年8月24日  | 臨時代理 |
| 20 | 今井行雄           | 1954年8月25日  | 1962年8月24日  |          |
| 21 | 森松孝作           | 1962年8月25日  | 1982年8月24日  |          |
| 22 | 溝口進             | 1982年8月25日  | 2004年10月31日 |          |

## 経済
- 特産品としてサトイモや電照菊が挙げられる。
- 川田工業の富山本社やコマツNTC（旧・日平トヤマ）の富山工場・福野工場、ファブリカトヤマの福野第1・第2工場がある。

## 姉妹都市
- 多度津町（香川県）
  - 1972年5月1日姉妹都市提携[4]

福野町に本社を置く川田工業が多度津町に工場を開設した縁による。
- 中札内村（北海道）
  - 1993年11月3日姉妹都市提携[4]

イモ産地どうしの縁から。福野町の名産がサトイモ、中札内村の名産がジャガイモ（メークイン）。

## 教育

### 高校
- 富山県立南砺福野高等学校
- 富山県立雄峰高等学校南砺分校（2004年閉校）

### 中学校
- 福野町立福野中学校

### 小学校
- 福野町立福野小学校

## 施設

### 医療機関
- 町立福野厚生病院（現在の南砺家庭・地域医療センター）
- ふくの若葉病院

### 娯楽施設
- 福野映画劇場 - 映画館（〜1960年代）。
- 福野中央劇場 - 映画館（〜1991年）。

## 交通

### 鉄道
- 西日本旅客鉄道
  - 城端線（高儀駅、福野駅、東石黒駅）

- 加越能鉄道加越線
  - 1972年（昭和47年）に廃線となった。

### バス
- 加越能鉄道
- 福野町営バス（現在の南砺市営バス）

### 道路
- 一般国道
  - 国道359号
  - 国道471号
- 主要地方道
  - 富山県道20号砺波福光線
  - 石川県道・富山県道27号金沢井波線
  - 富山県道48号福光福岡線
  - 富山県道71号池尻福野線
- 一般県道
  - 富山県道143号小森谷庄川線
  - 富山県道277号福野城端線
  - 富山県道278号福野停車場線
  - 富山県道279号安居福野線
  - 富山県道280号井波福野線
  - 富山県道285号西勝寺福野線
  - 富山県道370号富山庄川小矢部自転車道線
- 広域農道
  - 南砺スーパー農道

## 名所・旧跡・観光スポット・祭事・催事
- 安居寺
- 寺家新屋敷館跡
- 野尻城跡
- 福野町園芸植物園
- 福野夜高祭（5月1日 - 3日）
- ふくの花と緑のフェスティバル（5月下旬）
- スキヤキ・ミーツ・ザ・ワールド（8月下旬）
- 菊まつり（11月上旬）
- 里いもまつり（11月23日）
- 歳の大市（12月27日）

## 関連人物

### 出身有名人
- 金田章裕（地理学者）
- 松井宏夫（ジャーナリスト）
- 湊谷弘（柔道家）
- 大家健（プロレスラー）
- 山崎昇 (政治家)
- 山田毅一（政治家）
- 山田久就（政治家）
- 山田正年（政治家）

### 名誉町民
- 山田久就（政治家）
- 戸田孝平（実業家）
- 山崎栄次郎（墨田区長）
- 川田忠雄（実業家）
- 森松孝作（政治家）
- 川田謹治（政治家）